# Salon du livre Athéna
Le Salon du livre Athéna est une manifestation bisannuelle qui se tient à Saint-Pierre de La Réunion depuis 2013.

## Historique
La première édition a lieu en 2013 pour marquer les 25 ans de la médiathèque Raphaël Barquissau, à l'initiative de sa directrice Linda Koo Seen Lin. L'origine du nom Athéna renvoie à la déesse grecque de la sagesse, des arts et de la science.
L'ambition est de « rassembler tous les publics autour du livre » sur trois jours, en proposant gratuitement conférences, tables rondes, dédicaces, spectacles, lectures, rencontres de professionnels, rencontres avec des scolaires, une brocante de livres ; libraires, éditeurs, exposants, associations, sont également présents. 
Trois lieux proches sont investis au centre-ville : la médiathèque, l'hôtel de ville, les Jardins de la plage.
Le thème est le « vivre ensemble » cher aux Réunionnais. Une table ronde est consacrée à l'illettrisme à La Réunion. 
Les organisateurs souhaitent donner une dimension internationale en accueillant, outre les auteurs locaux, des auteurs de métropole (dont Pascal Picq), mais aussi de la zone océan Indien (Amal Sewtohul, Johari Ravaloson).
Fortes de ce premier succès, les éditions suivantes auront lieu tous les deux ans en octobre, selon une formule qui variera peu.
En 2017 naît le Prix Littéraire Athéna – Ville de Saint-Pierre, remis à Michaël Ferrier.
En 2019, l'émission radio littéraire de France Inter, La Librairie francophone, est présente pendant le salon, assurant un écho national et international. La fréquentation du salon ne faiblit pas, avec une estimation de 25 000 visiteurs pour cette 4e édition, qui ont pu rencontrer 120 auteurs locaux, 17 auteurs extérieurs, une quarantaine d'exposants.
La 5e édition qui aurait dû avoir lieu en 2021, s'est déroulée finalement du 12 au 15 mai 2022 ; la 6e édition du 5 au 8 octobre 2023.

## Éditions
Parmi les auteurs invités extérieurs, de métropole et de l'océan Indien : 

### Édition 2013
« Vivre ensemble », avec Pascal Picq, Mickaël Escoffier, Amal Sewtohul, Shenaz Patel, Johari Ravaloson, Charlotte Rabesahala

### Édition 2015
« Les mutations du monde : enjeux environnementaux, sociaux et géopolitiques », avec Edwy Plenel, Memona Hintermann, Eric Sadin, Ananda Devi, Nathacha Appanah, Carl de Souza, Michèle Rakotoson

### Édition 2017
«  La créolisation, un engagement de civilisation », avec Éric Fottorino, Ali Zamir, Jean-Luc Raharimanana, Lyonel Trouillot, Nathacha Appanah

### Édition 2019
« Écrire et penser le monde », avec Yasmina Khadra, Patrick Deville, Carl de Souza, Jo Witek, Laurent Kupferman, Françoise Lionnet, Tehem... 
Regards croisés avec des auteurs locaux : Ali Zamir / Sonia Cadet ; Patrick Deville / Emmanuel Genvrin ; Yasmina Khadra / Jean-François Samlong ; Ambass Ridjalie / Daniel Léocadie, Ariane Bois / Jean-François Samlong.

### Édition (2021) 2022
« Éclats de vie : Littératures au cœur », avec Michel Onfray, Memona Hintermann, Djaïli Amadou Amal, Michel Bussi, Ananda Devi, Davina Ittoo, Adjmaël Halidi, Nassuf Djailani, Philippe Morvan, Nadjim Mchangama, Ben Ali Saindoune, Michèle Rakotoson, Brigitte Carrère, Anne-Margot Ramstein, Emanuel Tredez.

### Édition 2023 (10e anniversaire du salon)
« Engagement, liberté et vérité », avec Frédéric Lenoir, Franck Thilliez, Michel Onfray, Boualem Sansal, Cynthia Fleury, le prix Goncourt Mohamed Mbougar Sarr.

## Lauréats du Prix littéraire Athéna – Ville de Saint-Pierre
- 2017 : Michaël Ferrier pour son roman Mémoires d'outre-mer, Gallimard, coll. « L'Infini »[5]
- 2019 : Carl de Souza pour son roman L'année des cyclones, L'Olivier
- 2021 : Jean-François Samlong pour Un Soleil en exil, Gallimard, coll. « Continents noirs »
- 2023 : Priya Hein pour son roman Riambel, Éditions du Globe, sur le thème Engagement, liberté et vérité[6].